# Vasabron
Vasabron (dt. Vasa-Brücke) ist eine Brücke über den Norrström im Zentrum von Stockholm, Schweden. Sie verbindet Norrmalm mit der Altstadt von Stockholm. Die Brücke wurde nach König Gustav Vasa benannt.

## Geschichte

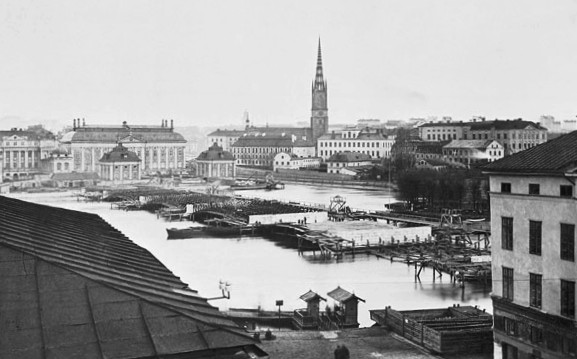
Bau der Brücke im Jahr 1876

Die Vasabron wurde zwischen 1875 und 1878 gebaut. Sie war Schwedens erste Brücke mit Stahlgussbögen. Bereits 1830 wurde ein Vorschlag für eine Hängebrücke diskutiert. In einem Wettbewerb zwischen 1847 und 1848 wurde der Vorschlag für eine gusseiserne Brücke von Georg Theodor Chiewitz (1815–62) angenommen, der erst dreißig Jahre später durch die endgültigen Zeichnungen von Edvard von Rothstein (1821–1890) realisiert worden war. Die einzelnen Brückenbögen bestehen aus je sieben Stahlgussbögen und Geländer und Laternen aus Gusseisen. 
Die ursprünglichen Gaslampen wurden 1911 durch elektrische Straßenbeleuchtung ersetzt, die vom Architekten Agi Lindegren im Jugendstil entworfen wurden. Die reich verzierten Laternen wurden bei Skoglund & Olson in Gävle gegossen. Das Brückenfundament wurde nach dem Unterwassergussbetonverfahren erstellt. Die Tragteile wurde bei AB Atlas-Fabriken im Atlas-Gebiet in Vasastaden vorgefertigt
Im Jahr 1909 wurde die Vasabron für den Straßenverkehr umgebaut. Als die Centralbron 1959 eröffnet wurde, verlor die Vasabron als Verkehrsweg an Bedeutung.